# Olaf Schou
Olaf Fredrik Schou, född den 26 oktober 1861 i Østre Aker, död den 18 juli 1925, var en norsk konstsamlare och mecenat, son till Halvor Schou.
Schou blev student 1881. Han skapade en stor privatsamling av nationell målarkonst från tiden efter 1880 och skänkte 1909 en del av den, 116 verk, till statens konstmuseum. Han understödde även på annat sätt i stor utsträckning konstnärliga syften och enskilda konstnärer.